# Carlos Cuervo Márquez
Carlos Cuervo Márquez (Bogotá, 2 de agosto de 1858- Ciudad de México, 11 de septiembre de 1930) fue un científico polímata, político, diplomático, militar e historiador colombiano y militante del Partido Conservador Colombiano.
Cuervo destacó en distintos campos de conocimientoː Fue botánico, historiador, antropólogo y etnólogo, poniendo importante interés en las culturas indígenas meso y suramericanas como los mayas y los chibchas. Como político fue diputado a la Asamblea Departamental de Cundinamarca, Representante a la Cámara por Cundinamarca (1896-1898), canciller (Ministro de Relaciones Exteriores) de 1899 a 1900 y en 1909, Ministro de Gobierno en 1909 y ministro de Instrucción Pública de 1904 a 1906, en el gobierno de Rafael Reyes, y entre 1912 y 1914 para el gobierno de Carlos Eugenio Restrepo.
Cuervo peleó en las guerras civiles de 1876, de 1885 y de 1895, llegando a alcanzar el grado de general. En estas guerras se hizo amigo cercano de Jorge Holguín Mallarino (concuñado del presidente Caro) y Enrique Arboleda (hijo extramatrimonial del expresidente Julio Arboleda).
Era miembro de una familia aristocrática de la capital, con destacados ilustrados como Rufino José Cuervo, su tío. También era hermano del diplomático y ministro Luis Cuervo Márquez.

## Biografía

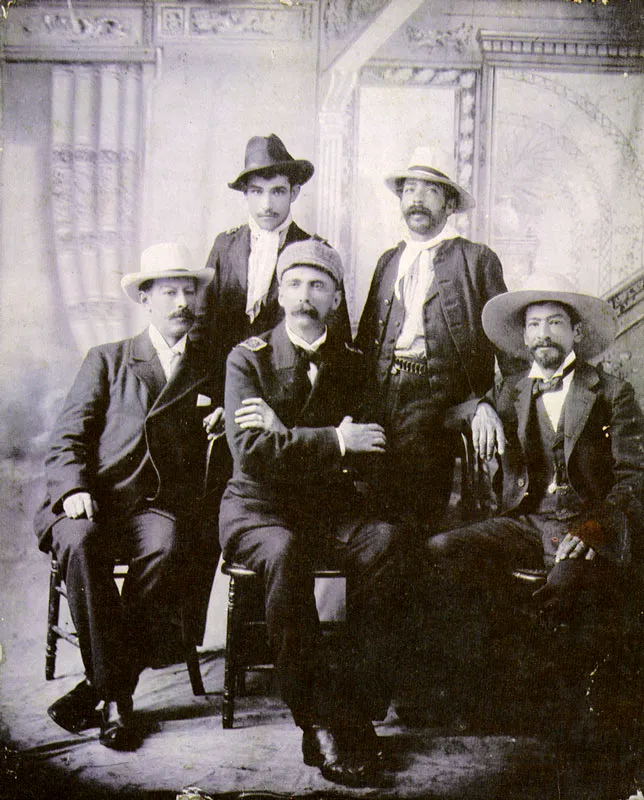
Cuervo con Jorge Holguín (centro), y Enrique Arboleda (derecha). De pie Emilio y Eliseo Ruiz. Estado Mayor Conservador, 1900.

Carlos Cuervo Márquez nació el 2 de agosto de 1858, en un hogar de la élite bogotana.

### Trayectoria
Cuervo se unió en su temprana a adultez a las milicias rebeldes del Partido Conservador, al que pertenecía su familia también. Su primer conflicto lo peleó en 1876, liderando las tropas rebeldes de Cundinamarca, Boyacá y Santander, en contra del presidente liberal Aquileo Parra. Terminada la guerra comenzó a trabajar en su pasión por la agricultura y la botánica.
En 1885 volvió a tomar las armas contra los rebeldes liberales, defendiendo el gobierno de Rafael Núñez, quien se había pasado al bando conservador. Terminadas las hostilidades, comenzó a hacer expediciones por regiones del país, con el objetivo de estudiar la geografía y la flora y fauna de las zonas que visitaba.
Entre 1898 y 1901, Cuervo participó en la guerra de los Mil Días, como miembro del Estado Mayor Conservador, peleando para el gobierno de Conservador.

#### Canciller de Colombia (1899-1900)
En 1898 fue elegido senador por el Partido Conservador, y el 9 de enero de 1899 fue nombrado canciller de Colombia por el gobierno de Manuel Antonio Sanclemente, ocupando el cargo hasta el 31 de julio de 1900, cuando Sanclemente fue depuesto por su vicepresidente, el también conservador José Manuel Marroquín.

#### Ministro de Instrucción pública (1904-1906) y embajador en Roma (1906-1909)
El 7 de agosto de 1904, el gobierno de Rafael Reyes Prieto, lo llamó para que fuera su ministro de instrucción pública (hoy de educación), ocupando el cargo hasta el 1 de junio de 1906.
En esos años se desempeñó como vicepresidente de la Academia Colombiana de Historia, entre 1905 y 1905, y a la que pertenecía desde 1901.  También ocupó como encargado la cartera de gobierno y de guerra, en 1904. En 1906 fue enviado extraordinario y ministro plenipotenciario de Colombia en Roma, ante el Papa Pío X.

#### Regreso a Colombiaː Canciller y ministro de gobierno (1909)
En 1909, fue llamado de nuevo a trabajar para el gobierno, luego de que el general Reyes renunciara a la presidencia. Jorge Holguín se declaró presidente, invocando la figura de la vacancia de la designatura presidencial. El gobierno de Jorge Holguín nombró a Cuervo canciller el 10 de junio de 1909, y el 28 de julio de ese año lo removió para que se hiciera cargo del ministerio de gobierno.
El 3 de agosto de 1909, el designado Holguín renunció a la presidencia, para darle paso a Ramón González Valencia, a quien el Congreso nombró presidente tras haber sido vicepresidente de Reyes hasta su remoción en 1905. Este hecho llevó a Cuervo a renunciar al ministerio.
Desde ese momento, Cuervo se alejó de la política y se dedicó a sus actividades científicas y periodísticas.

#### Ministro de instrucción (1912-1914)
El 12 de febrero de 1912 fue llamado por el gobierno de Carlos Eugenio Restrepo a ocupar por segunda vez el ministerio de educación, reemplazando al ilustre educador Marco Fidel Suárez a quien Restrepo envió de delegado a Estados Unidos para solucionar los problemas con Estados Unidos a raíz de la separación de Panamá en 1903.
Cuervo permaneció en el cargo hasta el final de la presidencia de Restrepo, el 7 de agosto de 1914. Entre 1915 y 1916 presidió la Academia Colombiana de Historia.

### Últimos años
Cuervo fue embajador de Colombia, primero ante Venezuela, luego ante Argentina y Brasil, y finalmente, en 1927 fue delegado ante México por el gobierno de Miguel Abadía Méndez, donde murió el 11 de septiembre de 1930, a los 72 años.
Durante su estancia en la embajada en México D.F., Cuervo estudió la cultura prehispánica de ese país y publicó varios artículos sobre sus observaciones.

## Familia
Era miembro de una familia aristocrática de la capital colombianaː Su padre era Luis María Cuervo, quien era hijo del abogado, diplomático, político y escritor Rufino Cuervo, miembro importante del Partido Conservador (quien ejerció temporalmente la presidencia en 1847, reemplazando a Tomás Cipriano de Mosquera). Así mismo, Carlos era sobrino del militar Antonio Basilio (designado presidencial en 1893), del poeta Rufino José y del escritor Ángel Cuervo Urisarri.
Su madre era Carolina Márquez del Castillo, hija del abogado y escritor José Ignacio de Márquez, expresidente de Colombia (y el primer civilista en ser presidente de Colombia). Por esta línea, Carlos era también sobrino de Ana María y María de la Paz de Márquez, casadas en primeras y segundas nupcias, respectivamente, con Valentín Ferro, de quien descendieron ilustres personajes de las familias Ibáñez y Portocarrero.
Para concluir, Carlos Cuervo era sobrino de Rufino José, Ángel y Antonio Basilio Cuervo; y nieto por un lado de Rufino Cuervo y por el otro de José Ignacio de Márquez. Sus padres también tuvieron al ilustre científico Luis Cuervo Márquez.

## Obras
- El adoratorio de Tlapam
- Informe del Ministro de Instrucción Pública al congreso de 1912 (1912).
- Tratado elemental de botánica (1913).
- Informe del Ministro de Instrucción Pública al congreso de 1913 (1913).
- Informe del Ministro de Instrucción Pública al congreso de 1914 (1914).
- Orígenes etnográficos de Colombia. Las grandes razas suramericanas, los caribes.-Los Chibchas (1917).
- Vida del doctor José Ignacio de Márquez (1917).
- Prehistoria y viajes; estudios arqueológicos y etnográficos (1920).
- Estudios arqueológicos y etnográficos (1920).